# Kościół św. Piotra w Merzig
Kościół św. Piotra (niem. St. Peter) – romańska, rzymskokatolicka świątynia parafialna znajdująca się w niemieckim mieście Merzig. Jedyny zachowany kościół romański w Saarze.

## Historia
W 1182 roku do Merzig przybyli kanonicy z zakonu norbertanów, którzy około 1200 wznieśli tu kościół klasztorny, wzmiankowany po raz pierwszy w 1218 roku. W 1475 nawa główna została zniszczona przez wojska księcia Burgundii Karola Śmiałego, a odbudowane sklepienie zawaliło się pod koniec XVI wieku. W latach 1595–1597 wzniesiono nowe, gotyckie sklepienie i wyremontowano wieżę. W latach 1657–1714 miasto pięciokrotnie niszczyły pożary, które zniszczyły również kościół. W 1725 roku ukończono odbudowę, podczas której przebudowano zachodnią wieżę. W XVIII wieku świątynię wielokrotnie remontowano, powstały wówczas m.in. trzy barokowe portale, a w 1831 dobudowano zakrystię. W latach 1886–1889 kościół gruntownie odrestaurowano, rozebrano wówczas zakrystię, a barokowe portale zastąpiono neoromańskimi. Kolejna restauracja świątyni miała miejsce w latach 1960–1966.

## Architektura i wyposażenie
Świątynia romańska, jest jedynym do dziś istniejącym kościołem w Saarze reprezentującym ten styl. Ma formę trójnawowej bazyliki z transeptem, z wieżą zachodnią, dwiema wieżami przy prezbiterium i absydach kończących wszystkie trzy nawy. Nawy przykrywają gotyckie sklepienia krzyżowo-żebrowe.
Wnętrze zdobią m.in.: ołtarz główny autorstwa Ferdinanda Ganala z 1738 roku, figury Chrystusa, Maryi i dwunastu Apostołów dłuta Wolfganga Stupelera z około 1700 roku oraz XVII-wieczna pietà. Nad ołtarzem zawieszony jest średniowieczny krucyfiks widlasty. Organy wykonało w 1960 roku przedsiębiorstwo Johannes Klais Orgelbau z Bonn, składają się z 3 manuałów, pedału i 35 głosów. Instrument ten zastąpił 18-głosowe organy z 1865 roku autorstwa Heinricha Wilhelma Breidenfelda.

## Galeria

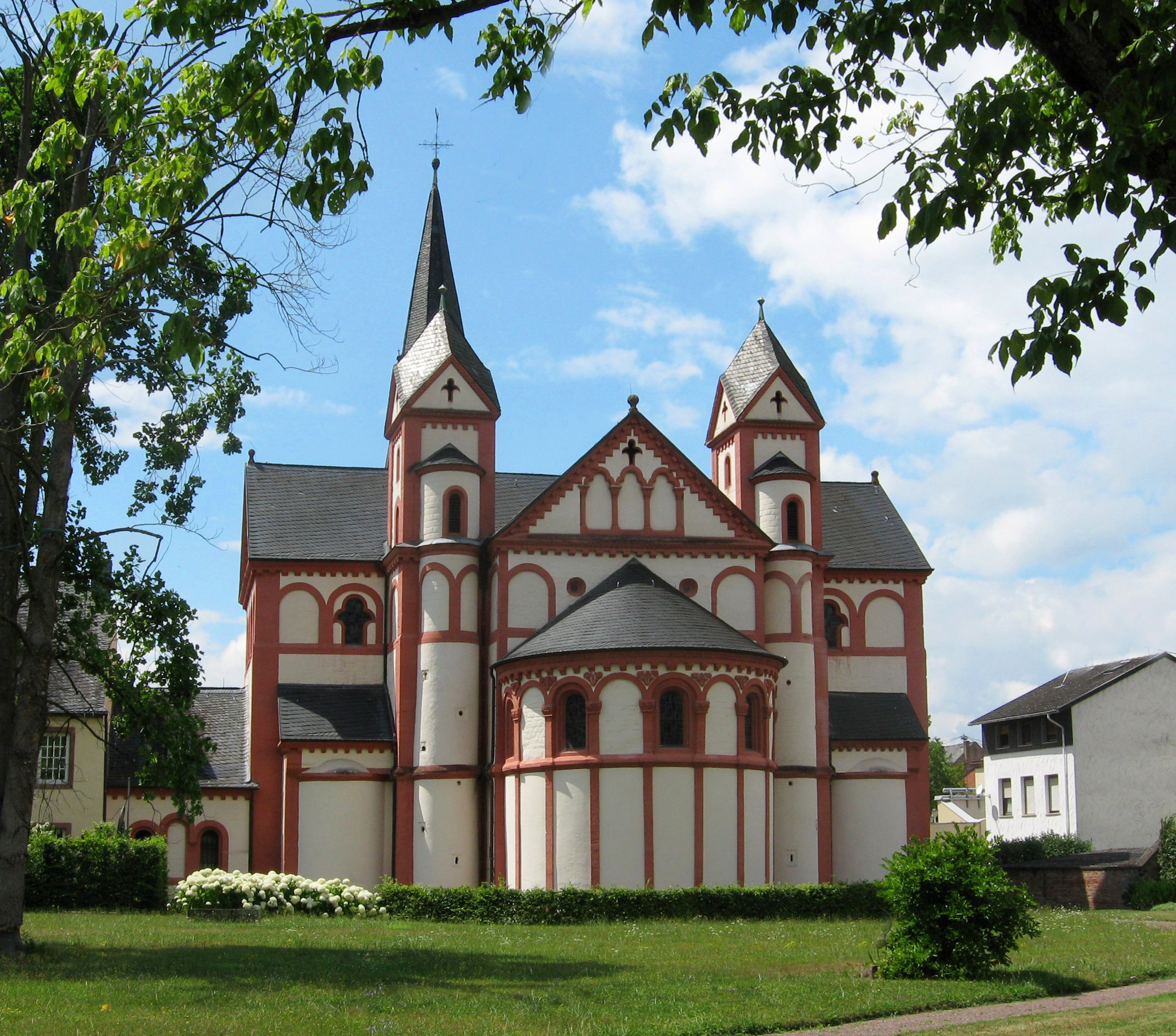
Widok ze wschodu
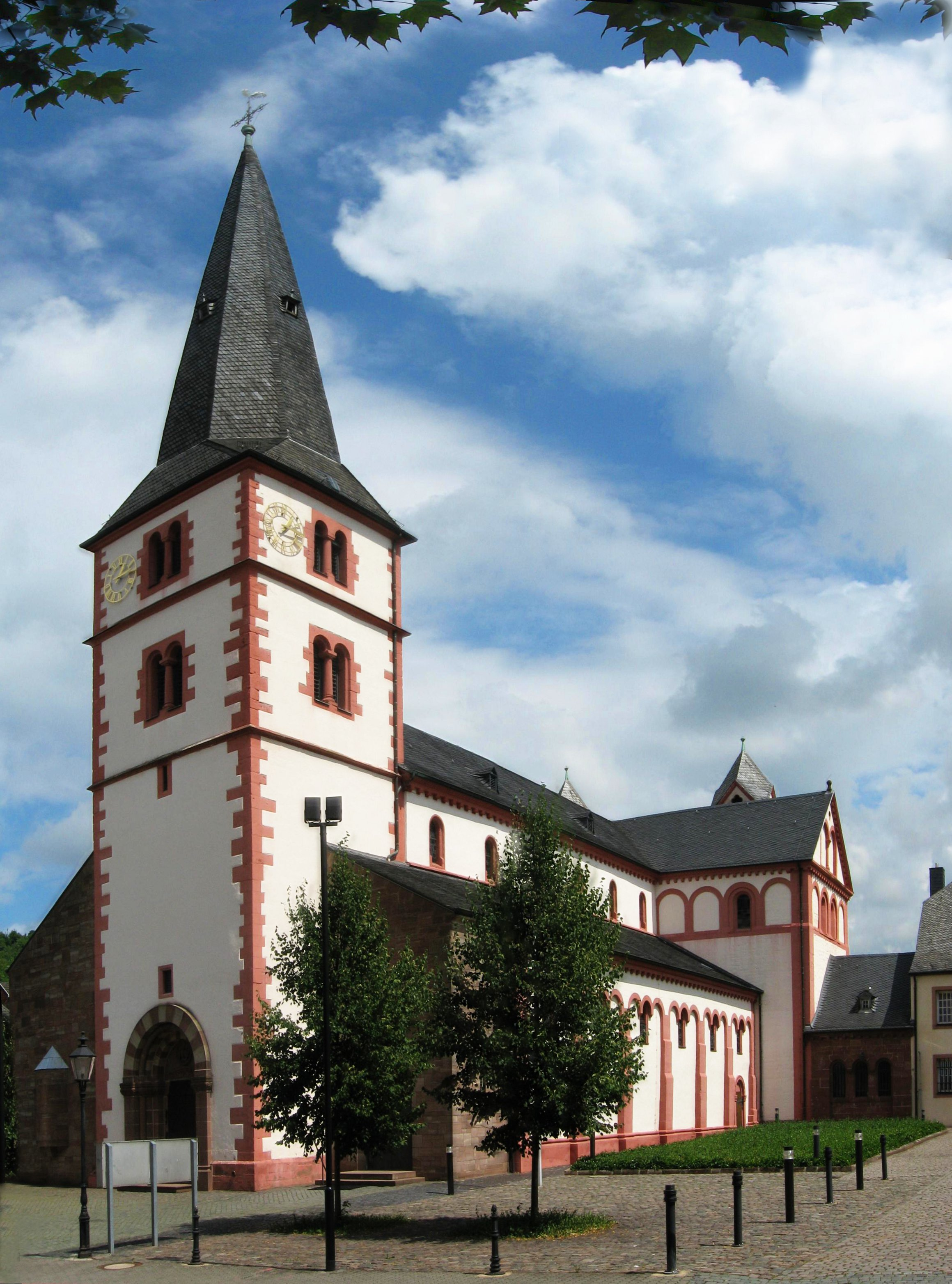
Widok z południowego zachodu
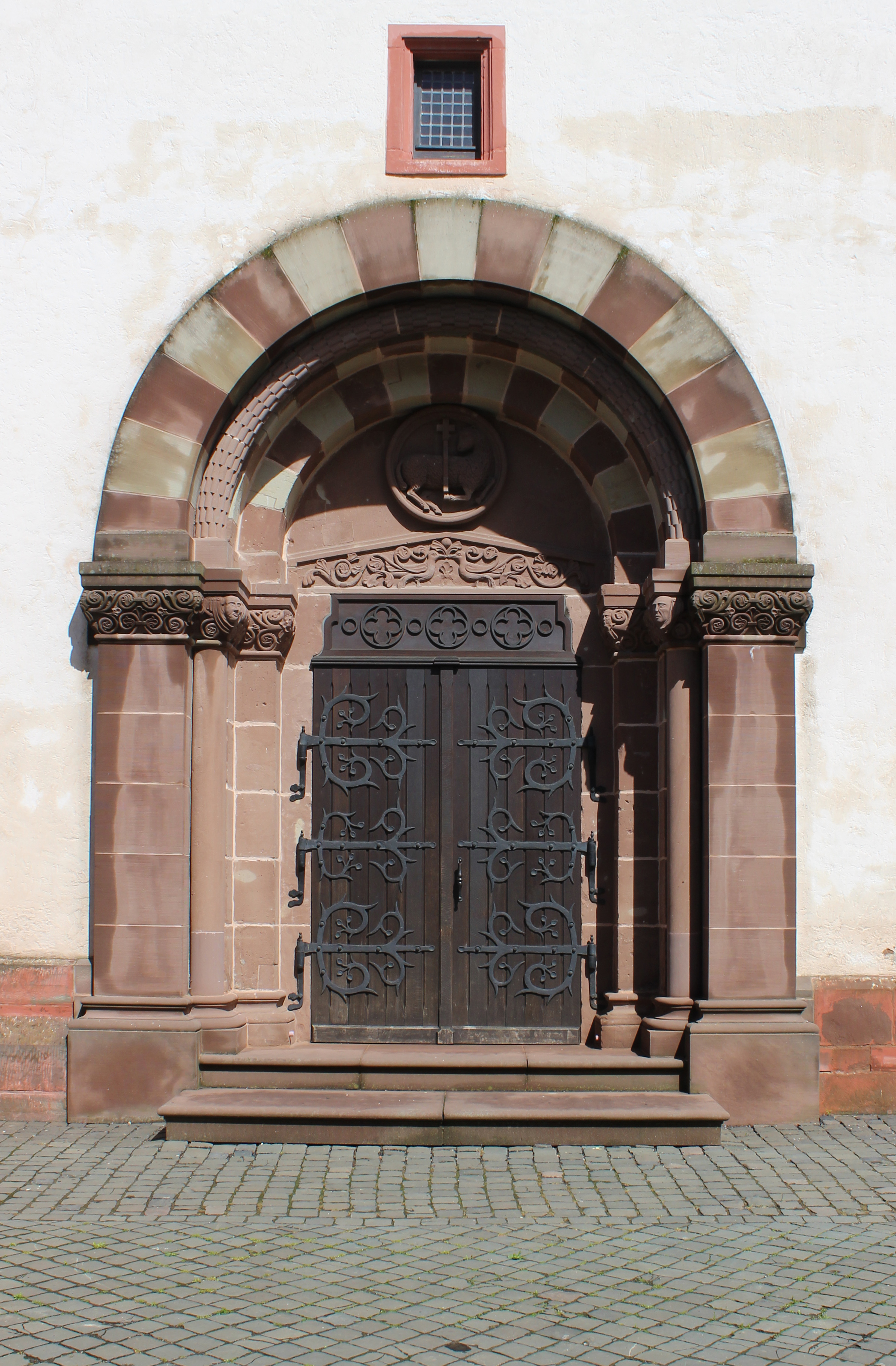
Portal główny
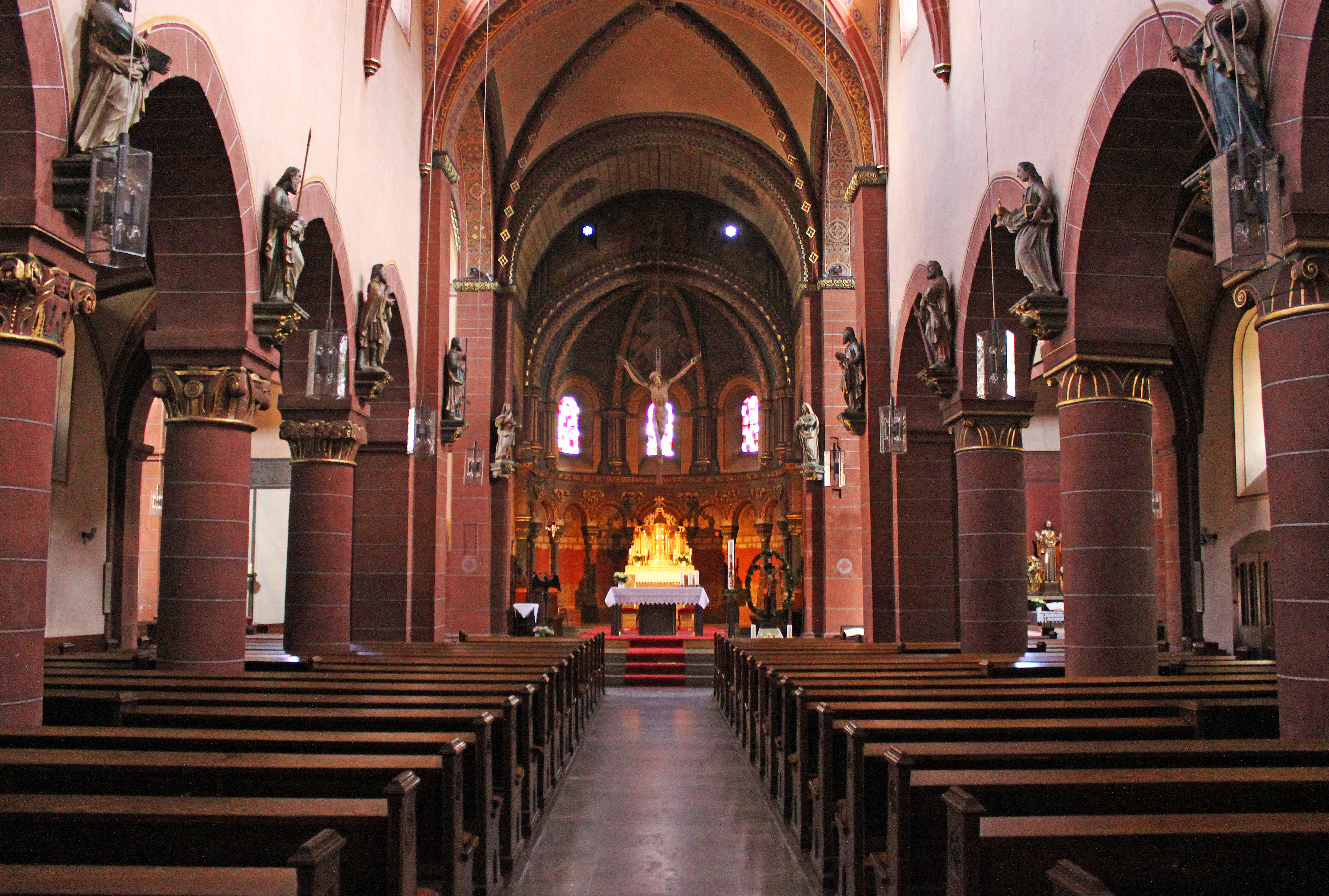
Wnętrze
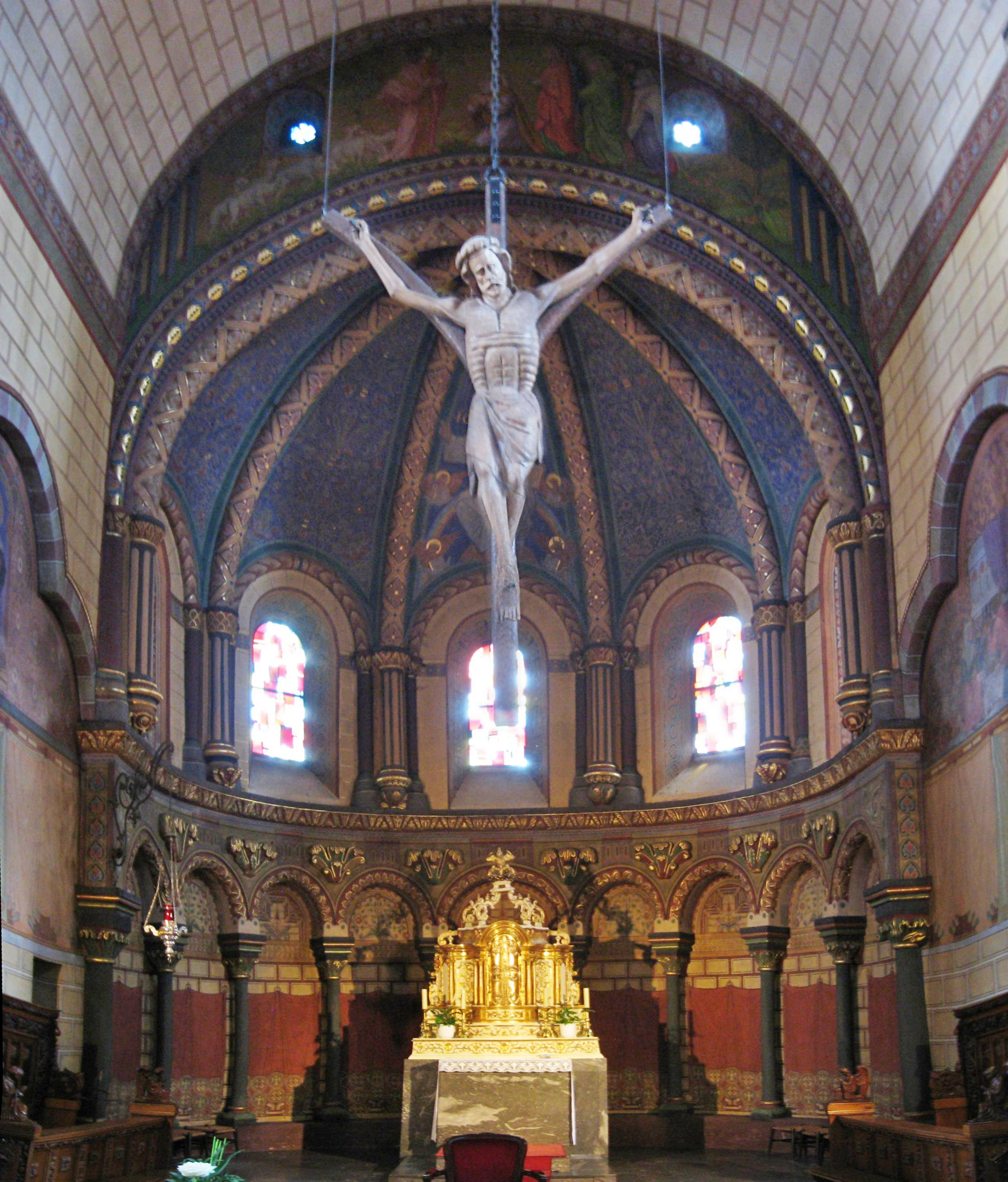
Prezbiterium i krucyfiks widlasty
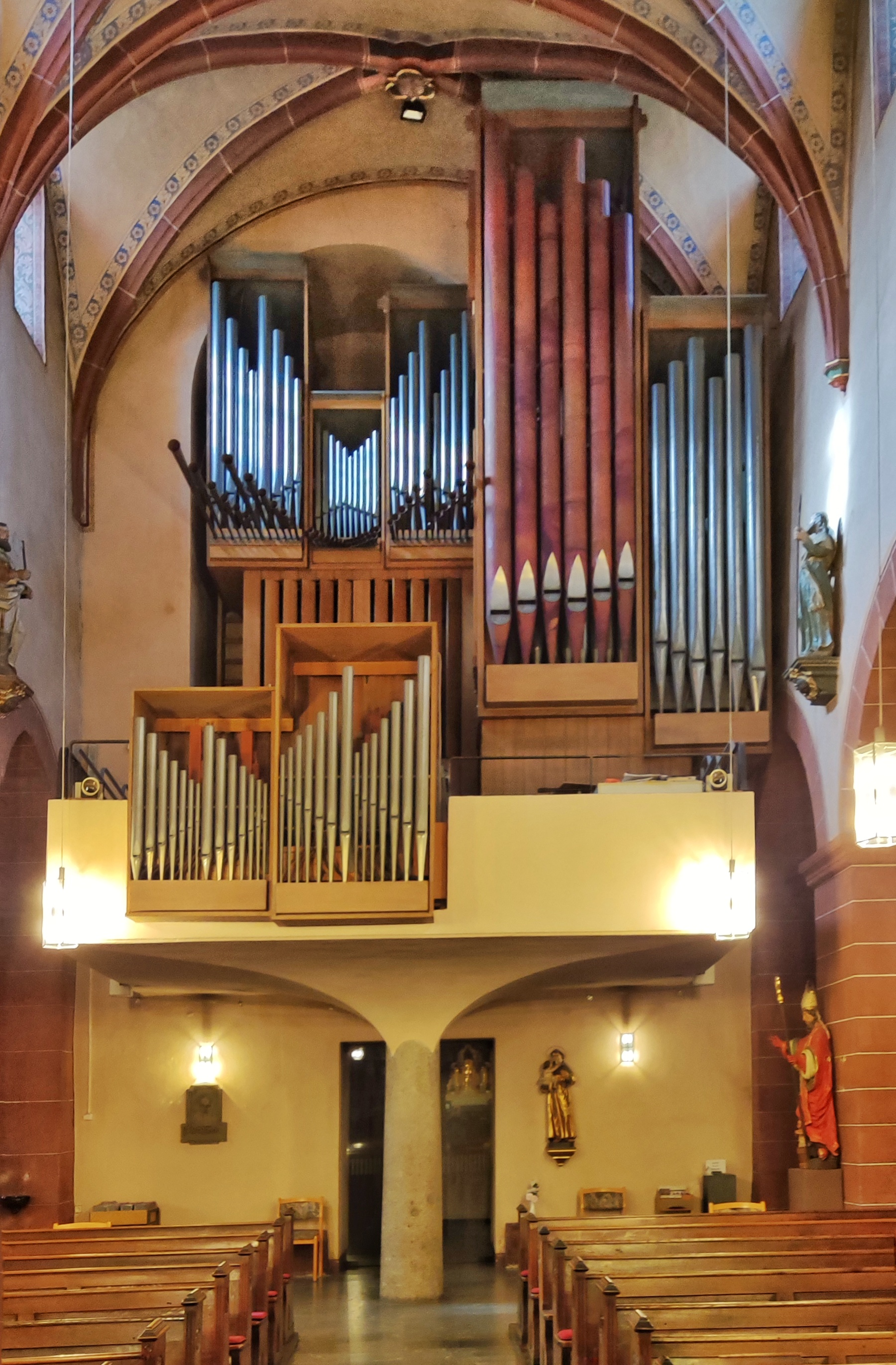
Organy